# بخش پینزویل (لیک کانتی، اوهایو)
بخش پینزویل (به انگلیسی: Painesville Township) یک منطقهٔ مسکونی در ایالات متحده آمریکا است که در شهرستان لیک، اوهایو واقع شده‌است.
 بخش پینزویل ۴۵۹٫۵ کیلومتر مربع مساحت و ۲۰٬۳۹۹ نفر جمعیت دارد و ۲۱۵ متر بالاتر از سطح دریا واقع شده‌است.